# 益岡康夫
益岡 康夫（ますおか やすお、1938年 - ）は、元日本航空の客室乗務員訓練部の英語専門教官で、人気テレビドラマ「スチュワーデス物語」に実名で出演したことから人気となった。

## プロフィール

### スチュワーデス物語
熊本県で生まれ、青山学院大学文学部英米文学科卒業後、カリフォルニア大学バークレー校への留学を経て日本航空に入社する。その後客室乗務員訓練部の英語専門教官になり、業務の一環として、1983年から1984年にかけてテレビ放送された日本航空の客室乗務員訓練生を描いたTBSのテレビドラマ「スチュワーデス物語」に実名で出演する。
なお、この際にはジョン・マッコーレー、ヒルボーンなどの他の教官も数名出演したものの、益岡はその役の内容から数回に渡り登場したこともあり一躍社内外で有名になる。そのためか、放送終了後20年以上経っても撮影中の逸話を訓練生によく話していたという。また日本人の男性教官役では、訓練生を呼び捨てにしない唯一の役柄でもあった。

### 現在
1998年に同社を定年退職し、現在は母校の青山学院大学経済学部の英会話セミナーの非常勤講師を務めるなど、長年の教官の経験を生かして各方面で活躍している。